# Michael Monroe
Pour les articles homonymes, voir Monroe.
Michael Monroe, né Matti Fagerholm le 17 juin 1962 à Helsinki, est le chanteur du groupe finlandais Hanoi Rocks. Il fut également le chanteur du side-project Demolition 23, après avoir fondé le groupe éphémère Jerusalem Slim au début des années 1990.

## Discographie

### Albums solo
- Nights Are So Long (1987)
- Not Fakin' It (1989)
- Peace of Mind (1996)
- Life Gets You Dirty (1999)
- Take Them and Break Them (2002)
- Whatcha Want (2003)
- Another Night In the Sun: Live in Helsinki (live album) (2010)
- Sensory Overdrive (2011)
- Horns and Halos (2013)
- Blackout States (2015)
- One Man Gang (2019)

### Hanoï Rocks
- Bangkok Shocks Saigon Shakes Hanoï Rocks (1981)
- Oriental Beat (1982)
- Self Destruction Blues (1983)
- Back to Mystery City (1983)
- Two Steps From The Move (1984)
- All Those Wasted Years (Live At The Marquee Club) (1984)
- Rock'n'Roll Divorce (Live At The Rockinera Festival, Poland) (1985)
- Tracks From A Broken Dream (1990)
- Lean On Me (Compil' and Demo Sessions 85) (1992)
- Twelve Shots on the Rocks (2002)
- Another Hostile Takeover (2005)
- Street Poetry (2007)

### Jerusalem Slim
- Jerusalem Slim (1992)

### Demolition 23
- Demolition 23 (1994)

### Autres participations
- Guns N' Roses
  - Use Your Illusion I : Saxophone et harmonica sur Bad Obsession
  - The Spaghetti Incident ? : Chant sur Ain't It Fun (duo avec Axl Rose)